# San Narciso
San Narciso é um município de  quarta classe de renda municipal (d) na província Zambales, nas Filipinas. De acordo com o censo de 1 de maio  de  2020 possui uma população de 30 759 pessoas e 8 397 domicílios.